# Спрингдејл (Јута)
Спрингдејл (енгл. Springdale) град је у америчкој савезној држави Јута.

## Демографија
По попису из 2010. године број становника је 529, што је 72 (15,8%) становника више него 2000. године.
| Група             | 2000.       | 2010.       |
| Белци             | 394 (86,2%) | 453 (85,6%) |
| Афроамериканци    | 0 (0,0%)    | 5 (0,9%)    |
| Азијати           | 3 (0,7%)    | 4 (0,8%)    |
| Хиспаноамериканци | 52 (11,4%)  | 59 (11,2%)  |
| Укупно            | 457         | 529         |